# Petit Fusain
Le petit Fusain  est un affluent du Fusain coulant dans le département français du Loiret. Il prend naissance au niveau de la commune de Ladon et se jette dans le Fusain à Courtempierre.

## Communes traversées
- Chapelon (source)[2]
- Mignerette
- Courtempierre
- Corbeilles
- Sceaux-du-Gâtinais